# Patool
patoolは、複数のアーカイブファイル・圧縮ファイルに対応したコマンドラインファイルアーカイバである。Pythonで書かれており、GNU GPL v3+の下で配布されている。

## 概要
patoolはtarやgzipなどのフロントエンドであり、共通のUIでこれらのコマンドが扱うファイルフォーマットを操作することができ、ファイルフォーマットによって異なるコマンドやそのオプションを覚える手間を省くことができる。
アーカイブの展開 (patool extract)・アーカイブ内のファイルの一覧を表示 (patool list)・アーカイブの作成 (patool create)・アーカイブのテスト (patool test)・アーカイブの比較 (patool diff)・アーカイブ内のファイルの検索 (patool search)・アーカイブの再作成 (patool repack)・アーカイブの再圧縮 (patool recompress) を行うことができる。
ファイルフォーマットはfileや拡張子によって判断され、ファイルフォーマットに対応するコマンドが実行される。それぞれのアーカイブを扱うには、対応するコマンドがインストールされている必要がある。

## 実行例
カレントディレクトリ以下のファイルとディレクトリをまとめて『foo.tar.xz』を作成
```
patool
 
create
 
foo.tar.xz
 
*

```

『foo.tar.xz』を展開 (複数のファイルを含む場合、アーカイブと同名のサブディレクトリが作成され、その中に展開される)
```
patool
 
extract
 
foo.tar.xz

```

『bar.7z』内のファイルの一覧を表示
```
patool
 
list
 
bar.7z

```

『bar.7z』のファイルフォーマットを7zからZIPに変更して『bar.zip』を作成
```
patool
 
repack
 
bar.7z
 
bar.zip

```